# Elasmopus diplonyx
Elasmopus diplonyx är en kräftdjursart som beskrevs av Schellenberg 1938. Elasmopus diplonyx ingår i släktet Elasmopus och familjen Melitidae. Inga underarter finns listade i Catalogue of Life.